# CZ 100
 (mai 2019).
Si vous disposez d'ouvrages ou d'articles de référence ou si vous connaissez des sites web de qualité traitant du thème abordé ici, merci de compléter l'article en donnant les références utiles à sa vérifiabilité et en les liant à la section « Notes et références ».
Le CZ100 est le premier pistolet à carcasse polymère de Česká Zbrojovka, produit à partir de 1995. Il s'agit d'une arme double action uniquement équipée d'une sécurité automatique sur le percuteur, ce qui permet qu'il ne soit équipé d'aucune sécurité manuelle. La poignée et le pontet permettent le tir avec des gants. Comme tous les pistolets de la marque, il est particulièrement fiable et précis. 
Le CZ110 est la version à platine sélective (simple et double action) du CZ100.

## Caractéristiques
- Calibres : 9 mm Parabellum, .40 S&W
- Longueur : 17,7 cm
- Longueur du canon : 9,6 cm
- Poids non chargé : 0,665 kg
- Capacité : 13 coups (9 mm), 10 coups (.40 S&W)